# Five Miles Out World Tour
Die Five Miles Out World Tour war die vierte Konzerttournee des britischen Multiinstrumentalisten und Komponisten Mike Oldfield. Namensgeber der Tour war Oldfields Album Five Miles Out (1982), das er auf dieser Tour vorstellte.

## Hintergrund
Am 8. April 1982 startete Mike Oldfield in Roslyn, New York seine vierte Tournee, die am 9. Dezember des gleichen Jahres in München endete. Seine mit 104 Konzerten bis heute längste Tournee führte Oldfield und seine Band durch Europa und erstmals auch durch Nordamerika, Asien, Australien und Neuseeland. Neben neuen Songs und Klassikern wie Tubular Bells oder Ommadawn spielte Oldfield bei einigen Konzerten erstmals einen Ausschnitt aus Hergest Ridge.
Bei seinem Konzert im The Ritz Club in New York City traf Oldfield erstmals auf den Schlagzeuger Simon Phillips und engagierte ihn als Schlagzeuger und Co-Produzenten für seine nächsten beiden Alben. Im Laufe der Tour begann Oldfield mit der Arbeit an neuen Songs, die im darauffolgenden Jahr auf seinem nächsten Album Crises (1983) veröffentlicht wurden. Bereits bei den Konzerten im Herbst 1982 spielte Oldfield eine frühe Version des später auf Crises enthaltenen Songs In High Places.
Die Tour war ein großer Erfolg für Mike Oldfield. Allein in Deutschland gab er 34 Konzerte an 25 Orten.

## Liveaufnahmen
Aufnahmen des Konzerts am 6. Dezember 1982 in der Kölner Sporthalle erschienen später auf den Zusammenstellungen The Complete Mike Oldfield (1985), sowie auf der 2013 erschienenen Deluxe Edition von Five Miles Out. Zudem wurde ein Ausschnitt von Oldfields Auftritt beim Roskilde Festival am 3. Juli 1982 live im dänischen Fernsehen übertragen.

## Setlist

### Setlist Nordamerika/Australasien/Roskilde Festival
- Platinum (Part 1): Airbourne
- Platinum (Part 2): Platinum
- Conflict
- Sheba
- Mirage
- Tubular Bells, Part Two
- The Sailor’s Hornpipe
- Family Man
- Taurus II (incl. elements from „Taurus I“)
- Ommadawn – Part One
- Tubular Bells, Part One
- Mount Teidi
- Five Miles Out
- Excerpt from Orabidoo

### Setlist Europa (September/Oktober)
- Tubular Bells, Part One
- In High Places
- Étude
- Platinum (Part 1): Airbourne
- Platinum (Part 2): Platinum
- Conflict
- Ommadawn – Part One
- Excerpt from Incantations, Part 4
- Excerpt from Hergest Ridge, Part 2
- Sheba
- Mirage
- Family Man
- Taurus II (incl. elements from „Taurus I“)
- Mount Teidi
- Five Miles Out
- Portsmouth
- The Sailor’s Hornpipe
- Excerpt from Orabidoo

### Setlist Europa (November/Dezember)
- Tubular Bells, Part One
- Platinum (Part 1): Airbourne
- Platinum (Part 2): Platinum
- Conflict
- Ommadawn – Part One
- Sheba
- Mirage
- Family Man
- Taurus II (incl. elements from „Taurus I“)
- Mount Teidi
- Five Miles Out
- Guilty

## Tourdaten
| Nr.                  | Datum               | Stadt                | Land                | Veranstaltungsort                    | Anmerkungen         |
| Leg 1 – Nordamerika  | Leg 1 – Nordamerika | Leg 1 – Nordamerika  | Leg 1 – Nordamerika | Leg 1 – Nordamerika                  | Leg 1 – Nordamerika |
| -------------------- | ------------------- | -------------------- | ------------------- | ------------------------------------ | ------------------- |
| 1                    | 8. April 1982       | Roslyn               | Vereinigte Staaten  | My Father’s Place                    |                     |
| 2                    | 10. April 1982      | Ottawa               | Kanada              | National Arts Centre                 |                     |
| 3                    | 11. April 1982      | Toronto              | Kanada              | Ryerson Institute of Technology      | 2 shows             |
| 4                    | 11. April 1982      | Toronto              | Kanada              | Ryerson Institute of Technology      | 2 shows             |
| 5                    | 13. April 1982      | Montréal             | Kanada              | Salle Wilfrid-Pelletier              |                     |
| 6                    | 14. April 1982      | Quebec City          | Kanada              | Palais Montcalm                      |                     |
| 7                    | 16. April 1982      | Upper Darby          | Vereinigte Staaten  | Tower Theatre                        |                     |
| 8                    | 17. April 1982      | Boston               | Vereinigte Staaten  | Berklee Performance Center           |                     |
| 9                    | 18. April 1982      | New York City        | Vereinigte Staaten  | The Ritz Club                        |                     |
| 10                   | 21. April 1982      | Chicago              | Vereinigte Staaten  | Park West                            |                     |
| 11                   | 25. April 1982      | Vancouver            | Kanada              | Orpheum Theatre                      |                     |
| 12                   | 28. April 1982      | Santa Monica         | Vereinigte Staaten  | Civic Auditorium                     |                     |
| 13                   | 30. April 1982      | San Francisco        | Vereinigte Staaten  | Warfield Theatre                     |                     |
| Leg 2 – Australasien |                     |                      |                     |                                      |                     |
| 14                   | 6. Mai 1982         | Dunedin              | Neuseeland          | Town Hall                            |                     |
| 15                   | 7. Mai 1982         | Christchurch         | Neuseeland          | Town Hall                            |                     |
| 16                   | 9. Mai 1982         | Wellington           | Neuseeland          | St. James Theatre                    |                     |
| 17                   | 10. Mai 1982        | Auckland             | Neuseeland          | Town Hall                            | 2 shows             |
| 18                   | 10. Mai 1982        | Auckland             | Neuseeland          | Town Hall                            | 2 shows             |
| 19                   | 13. Mai 1982        | Brisbane             | Australien          | Festival Hall                        |                     |
| 20                   | 15. Mai 1982        | Melbourne            | Australien          | Palais Theatre                       |                     |
| 21                   | 16. Mai 1982        | Melbourne            | Australien          | Palais Theatre                       |                     |
| 22                   | 18. Mai 1982        | Adelaide             | Australien          | Thebarton Theatre                    |                     |
| 23                   | 20. Mai 1982        | Sydney               | Australien          | Capitol Theatre                      |                     |
| 24                   | 21. Mai 1982        | Sydney               | Australien          | Capitol Theatre                      |                     |
| 25                   | 22. Mai 1982        | Sydney               | Australien          | Capitol Theatre                      |                     |
| 26                   | 26. Mai 1982        | Tokio                | Japan               | Shibuya Kokaido                      |                     |
| Festivalauftritt     |                     |                      |                     |                                      |                     |
| 27                   | 3. Juli 1982        | Roskilde             | Danemark            | Festivalpladsen                      | Roskilde Festival   |
| Leg 3 – Europa       |                     |                      |                     |                                      |                     |
| 28                   | 6. September 1982   | Sheffield            | England             | City Hall                            |                     |
| 29                   | 8. September 1982   | Manchester           | England             | Apollo Theatre                       |                     |
| 30                   | 9. September 1982   | Edinburgh            | Schottland          | Playhouse Theatre                    |                     |
| 31                   | 11. September 1982  | Newcastle-upon-Tyne  | England             | City Hall                            |                     |
| 32                   | 12. September 1982  | Birmingham           | England             | Odeon Theatre                        |                     |
| 33                   | 13. September 1982  | Birmingham           | England             | Odeon Theatre                        |                     |
| 34                   | 14. September 1982  | Portsmouth           | England             | Guildhall                            |                     |
| 35                   | 15. September 1982  | Oxford               | England             | New Theatre                          |                     |
| 36                   | 16. September 1982  | London               | England             | Hammersmith Odeon                    |                     |
| 37                   | 20. September 1982  | Drammen              | Norwegen            | Drammenshallen                       |                     |
| 38                   | 22. September 1982  | Helsinki             | Finnland            | Jäähalli                             |                     |
| 39                   | 23. September 1982  | Stockholm            | Schweden            | Konserthuset                         |                     |
| 40                   | 25. September 1982  | Göteborg             | Schweden            | Scandinavium                         |                     |
| 41                   | 26. September 1982  | Frederiksberg        | Danemark            | Falkoner Teatret                     |                     |
| 42                   | 27. September 1982  | Aalborg              | Danemark            | Aalborghallen                        |                     |
| 43                   | 28. September 1982  | Lund                 | Schweden            | Olympen                              |                     |
| 44                   | 29. September 1982  | Aarhus               | Danemark            | Vejlby-Risskov Hallen                |                     |
| 45                   | 30. September 1982  | Kiel                 | Deutschland         | Ostseehalle                          |                     |
| 46                   | 1. Oktober 1982     | Berlin               | Deutschland         | Deutschlandhalle                     |                     |
| 47                   | 2. Oktober 1982     | Hamburg              | Deutschland         | CCH                                  |                     |
| 48                   | 3. Oktober 1982     | Hamburg              | Deutschland         | CCH                                  |                     |
| 49                   | 4. Oktober 1982     | Bremen               | Deutschland         | Stadthalle                           |                     |
| 50                   | 6. Oktober 1982     | Hannover             | Deutschland         | Eilenriedehalle                      |                     |
| 51                   | 7. Oktober 1982     | Münster              | Deutschland         | Halle Münsterland                    |                     |
| 52                   | 8. Oktober 1982     | Essen                | Deutschland         | Grugahalle                           |                     |
| 53                   | 9. Oktober 1982     | Essen                | Deutschland         | Grugahalle                           |                     |
| 54                   | 10. Oktober 1982    | Kassel               | Deutschland         | Eissporthalle                        |                     |
| 55                   | 11. Oktober 1982    | Saarbrücken          | Deutschland         | Saarlandhalle                        |                     |
| 56                   | 12. Oktober 1982    | Karlsruhe            | Deutschland         | Schwarzwaldhalle                     |                     |
| 57                   | 13. Oktober 1982    | Eppelheim            | Deutschland         | Rhein-Neckar-Halle                   |                     |
| 58                   | 14. Oktober 1982    | Köln                 | Deutschland         | Sporthalle                           |                     |
| 59                   | 15. Oktober 1982    | Rüsselsheim          | Deutschland         | Walter-Köbel-Halle                   |                     |
| 60                   | 16. Oktober 1982    | Rüsselsheim          | Deutschland         | Walter-Köbel-Halle                   |                     |
| 61                   | 17. Oktober 1982    | Würzburg             | Deutschland         | Carl-Diem-Halle                      |                     |
| 62                   | 18. Oktober 1982    | Neunkirchen am Brand | Deutschland         | Hemmerleinhalle                      |                     |
| 63                   | 19. Oktober 1982    | Neunkirchen am Brand | Deutschland         | Hemmerleinhalle                      |                     |
| 64                   | 20. Oktober 1982    | Böblingen            | Deutschland         | Sporthalle                           |                     |
| 65                   | 21. Oktober 1982    | Freiburg im Breisgau | Deutschland         | Stadthalle                           |                     |
| 66                   | 23. Oktober 1982    | Passau               | Deutschland         | Nibelungenhalle                      |                     |
| 67                   | 24. Oktober 1982    | München              | Deutschland         | Olympiahalle                         |                     |
| 68                   | 25. Oktober 1982    | Ulm                  | Deutschland         | Donauhalle                           |                     |
| 69                   | 26. Oktober 1982    | Friedrichshafen      | Deutschland         | Messehalle                           |                     |
| 70                   | 27. Oktober 1982    | Augsburg             | Deutschland         | Sporthalle                           |                     |
| 71                   | 28. Oktober 1982    | Hof                  | Deutschland         | Freiheitshalle                       |                     |
| 72                   | 29. Oktober 1982    | Offenburg            | Deutschland         | Ortenauhalle                         |                     |
| 73                   | 31. Oktober 1982    | Hannover             | Deutschland         | Eilenriedehalle                      |                     |
| 74                   | 1. November 1982    | Bremerhaven          | Deutschland         | Stadthalle                           |                     |
| 75                   | 2. November 1982    | Köln                 | Deutschland         | Sporthalle                           |                     |
| 76                   | 5. November 1982    | Offenburg            | Deutschland         | Ortenauhalle                         |                     |
| 77                   | 6. November 1982    | Innsbruck            | Osterreich          | Olympiahalle                         |                     |
| 78                   | 7. November 1982    | Linz                 | Osterreich          | Sporthalle                           |                     |
| 79                   | 8. November 1982    | Wien                 | Osterreich          | Stadthalle                           |                     |
| 80                   | 9. November 1982    | Zürich               | Schweiz             | Hallenstadion                        |                     |
| 81                   | 10. November 1982   | Mülhausen            | Frankreich          | Palais des Sports                    |                     |
| 82                   | 11. November 1982   | Straßburg            | Frankreich          | Hall Rhénus                          |                     |
| 83                   | 13. November 1982   | Paris                | Frankreich          | Palais des Sports                    |                     |
| 84                   | 14. November 1982   | Dijon                | Frankreich          | Le Forum                             |                     |
| 85                   | 15. November 1982   | Nancy                | Frankreich          | Parc des Expositions                 |                     |
| 86                   | 16. November 1982   | Utrecht              | Niederlande         | Muziekcentrum Vredenburg             |                     |
| 87                   | 18. November 1982   | Caen                 | Frankreich          | Parc des Expositions                 |                     |
| 88                   | 19. November 1982   | Rennes               | Frankreich          | Salle Omnisports                     |                     |
| 89                   | 20. November 1982   | Quimper              | Frankreich          | Salle Omnisports Michel-Gloaguen     |                     |
| 90                   | 21. November 1982   | Nantes               | Frankreich          | Parc des Expositions de la Beaujoire |                     |
| 91                   | 22. November 1982   | Poitiers             | Frankreich          | Les Arènes du Parc des Expositions   |                     |
| 92                   | 23. November 1982   | Clermont-Ferrand     | Frankreich          | Maison des Sports                    |                     |
| 93                   | 24. November 1982   | Toulouse             | Frankreich          | Complexe Compans-Caffarelli          |                     |
| 94                   | 26. November 1982   | San Sebastián        | Spanien             | Velódromo de Anoeta                  |                     |
| 95                   | 27. November 1982   | Madrid               | Spanien             | Palacio de los Deportes              |                     |
| 96                   | 28. November 1982   | Barcelona            | Spanien             | Palau Municipal d’Esports            |                     |
| 97                   | 29. November 1982   | Montpellier          | Frankreich          | Palais des Congrès                   |                     |
| 98                   | 30. November 1982   | Lyon                 | Frankreich          | Palais d’Hiver                       |                     |
| 99                   | 2. Dezember 1982    | Rouen                | Frankreich          | Parc des Expositions                 |                     |
| 100                  | 3. Dezember 1982    | Lille                | Frankreich          | Espace Foire                         |                     |
| 101                  | 4. Dezember 1982    | Brüssel              | Belgien             | Forest National                      |                     |
| 102                  | 5. Dezember 1982    | Pétange              | Luxemburg           | Centre Sportif Bim Diederich         |                     |
| 103                  | 6. Dezember 1982    | Köln                 | Deutschland         | Sporthalle                           |                     |
| 104                  | 9. Dezember 1982    | München              | Deutschland         | Rudi-Sedlmayer-Halle                 |                     |

## Band
- Mike Oldfield – Gitarre, Mandoline, Bass, Keyboards, Vocoder, Gesang
- Tim Renwick – Gitarre, Bass, Blockflöte
- Tim Cross – Keyboards, Vocoder
- Rick Fenn – Gitarre, Bass, Percussion
- Pierre Moerlen – Schlagzeug, Percussion
- Morris Pert – Schlagzeug, Percussion
- Maggie Reilly – Gesang